# Class of '55
Class of '55 : Memphis Rock & Roll Homecoming est un album, de 1986, des pionniers du rock 'n' roll Johnny Cash, Jerry Lee Lewis, Roy Orbison et Carl Perkins. Bien que l'album soit, en partie, un hommage à Elvis Presley, il est surtout une commémoration de ces jeunes espoirs de la scène, les quatre participants de l'album, tout comme Elvis Presley, ont commencé leur carrière chez Sun Records, dans les années 1950.
Enregistré au Sun Studio de Sam Phillips à Memphis (Tennessee) mais aussi à l'American Sound Studio, les sessions d'enregistrement sont filmées entièrement par Dick Clark Productions et font l'objet de reportages par The Commercial Appeal et Nine-O-One Network Magazine (en), dont la première édition est vendue avec l'album.
La dernière chanson de la session, Big Train (from Memphis), écrite par John Fogerty, comprend les voix de John Fogerty, The Judds, Dave Edmunds, Ricky Nelson, Sam Phillips et June Carter Cash. Fogerty a dit à un journaliste qu'il pensait au son de l'ancien Sun Records quand il l'a écrite. À la fin du morceau, les interprètes reprennent certaines paroles de plusieurs standards du rock 'n' roll gravés dans le célèbre studio, tels que That's All Right (Mama), Blue Suede Shoes, Whole Lotta Shakin' Goin' On, Folsom Prison Blues, parmi d'autres.
Le producteur Chips Moman rencontre un problème majeur après les séances d'enregistrement, puisque Johnny Cash est toujours sous contrat avec Columbia Records et que les autorisations appropriées n'ont pas été obtenues.
Confronté à la possibilité d'avoir à retirer la voix de Johnny Cash, sur les enregistrements, Moman paie à Columbia Records 100 000 $ pour avoir le droit de conserver Johnny Cash sur l'album. À cette époque, le label America / Smash est affilié à PolyGram, qui, à son tour, est également possédé par Mercury Records, auprès de laquelle Johnny Cash sera sous contrat peu après l'enregistrement de Class of '55.
Les enregistrements des Entretiens des sessions d'enregistrement de Class of '55 remportent un Grammy Awards en 1986, attribué aux quatre interprètes mais aussi à Chips Moman, Sam Phillips et Ricky Nelson.
Cash, Lewis et Perkins ont déjà collaboré en 1956 au Million Dollar Quartet et en 1982 pour l'album live The Survivors Live.
Une émission spéciale, avec des images des sessions en studio, est diffusée en 1989.

## Liste des chansons
Face A
1. Birth of Rock and Roll (en) (Carl Perkins, Greg Perkins) (Carl Perkins) 4:21
2. 16 Candles (chanson) (en) (Luther Dixon, Allyson R. Khent) (Jerry Lee Lewis) 3:48
3. Class of '55 (Chips Moman, Bobby Emmons) (Carl Perkins) 2:56
4. Waymore's Blues (Waylon Jennings, Curtis Buck) (Perkins, Lewis, Orbison & Cash) 2:25
5. We Remember the King (Paul Kennerly) (Johnny Cash) 2:58

Face B
1. Coming Home (Roy Orbison, Will Jennings, J.D. Souther) (Roy Orbison) 3:59
2. Rock and Roll (Fais-Do-Do) (Michael Smotherman) (Perkins, Lewis, Orbison & Cash)3:17
3. Keep My Motor Running (Randy Bachman) (Jerry Lee Lewis) 2:52
4. I Will Rock and Roll with You (Johnny Cash) (Johnny Cash) 2:01
5. Big Train (from Memphis) (John Fogerty) (Perkins, Lewis, Orbison & Cash) 7:56

## Formation
- Johnny Cash : chant, guitare
- Carl Perkins : chant, guitare
- Jerry Lee Lewis : chant, piano
- Roy Orbison : chant
- Jack Clement, Marty Stuart (en) : chœur, guitare
- Reggie Young, Bob Wootton (en), Kenneth Lovelace, J.R. Cobb : guitare
- Memphis Strings : instruments à cordes
- Ace Cannon, Wayne Jackson, Jack Hale, Jr., Bob Lewin : cuivres
- Bobby Emmons (en) : clavier, synclavier
- Mike Leech, Bob Moore : basse
- Gene Chrisman, W. S. Holland (en), Buddy Harman (en) : batterie
- Toni Wine, Paul Davis, Dan Penn, June Carter Cash, Rebecca Evans, Chips Moman, Reba Russell, Sam Philips, John Fogerty, Dave Edmunds, The Judds, Rick Nelson : chant

## Classement de l'album
| Chart (1986)                      | Classement position |
| --------------------------------- | ------------------- |
| U.S. Billboard Top Country Albums | 15                  |

## Source de la traduction
- (en) Cet article est partiellement ou en totalité issu de l’article de Wikipédia en anglais intitulé « Class of '55 » (voir la liste des auteurs).